# 1321
Năm 1321 (Số La Mã: MCCCXXI) là một năm thường bắt đầu vào thứ năm  trong lịch Julius.